# 1999年尼日政變
1999年尼日政變（法語：1999 Nigerien coup d'état）是1999年4月9日發生在尼日尼亞美軍事政變。1999年尼日政變推翻尼日總統易卜拉欣·巴雷·麥納薩拉，當時他在首都尼亞美機場準備登上直升機的時候，被士兵槍殺。

## 後續
總統衛隊長達烏達·馬拉姆·旺凱接掌國家權力，並發起了政治過渡，在當年11月將權力交給民選總統坦賈·馬馬杜。